# ندمین
ندمین (به آلمانی: Neddemin) یک شهر در آلمان است که در مکلنبورگیشه زنپلاته واقع شده‌است. ندمین  ۳۴۴ نفر جمعیت دارد.